# Eiríksnýpa
Eiríksnýpa är en kulle i republiken Island.   Den ligger i regionen Suðurland, i den centrala delen av landet, 150 km öster om huvudstaden Reykjavík. Toppen på Eiríksnýpa är 677 meter över havet.
Terrängen runt Eiríksnýpa är kuperad åt nordväst, men åt sydost är den platt.  Trakten runt Eiríksnýpa är nära nog obefolkad, med mindre än två invånare per kvadratkilometer. Det finns inga samhällen i närheten. Trakten runt Eiríksnýpa består i huvudsak av gräsmarker.
Trakten ingår i den boreala klimatzonen. Årsmedeltemperaturen i trakten är −4 °C. Den varmaste månaden är juli, då medeltemperaturen är 11 °C, och den kallaste är februari, med −11 °C.